# Gabe Newell
Gabe Logan Newell (sinh ngày 3 tháng 11 năm 1962) là nhà đồng sáng lập và là tổng giám đốc điều hành của công ty phát triển trò chơi điện tử và phân phối trực tuyến Valve Corporation.

## Sự nghiệp
Sau khi bỏ học đại học Harvard, Newell dành 13 năm làm việc cho Microsoft Corporation, cuối cùng trở thành một "Triệu phú Microsoft". Newell đã tự mô tả bản thân là "nhà sản xuất của 3 phiên bản Windows đầu tiên".
Nhận cảm hứng từ Michael Abrash, người rời bỏ Microsoft để làm nên tựa trò chơi máy tính Quake ở nhà, Newell và một nhân viên khác từ Microsoft, Mike Harrington, rời khỏi Microsoft để sáng lập nên Valve vào năm 1996. Ông cùng Harrington đã dùng tiền cá nhân để cấp vốn cho Valve suốt thời gian phát triển tựa trò chơi Half-Life.
Trong khoảng thời phát triển trò chơi Half-Life 2, ông đã dành vài tháng tập trung vào dự án Steam.
Vào tháng 12 năm 2010, tạp chí Forbes gọi Newell là "Một cái tên bạn nên biết" chủ yếu do công trình trên Steam của ông có mối quan hệ đối tác với nhiều nhà phát triển lớn. Vào tháng 3 năm 2012, tạp chí Forbes ước tính tổng tài sản của Newell là 1,5 tỷ đôla, xếp hạng 854 trên tổng số 1226 tỷ phú trên thế giới.
Vào tháng 3 năm 2013, Newell nhận Giải thưởng Nghệ thuật Hàn lâm bởi những cống hiến sáng tạo xuất chúng cho nền công nghiệp trò chơi điện tử.
Năm 2014, trò chơi Paranautical Activity xuất hiện trên cửa hàng Steam với thông tin là một tựa game chưa hoàn thành, nên lập trình viên chính đã dọa giết Newell trên Twitter. Steam đã phản ứng bằng việc gỡ trò chơi khỏi cửa hàng. Nhà lập trình viên đó sau đã xin lỗi và từ chức khỏi công ty.

## Đời tư
Newell kết hôn với Lisa Mennet và có hai con trai. Ông bị mắc chứng loạn dưỡng Fuchs, một căn bệnh bẩm sinh ảnh hưởng lên giác mạc, nhưng được chữa khỏi sau hai cuộc phẫu thuật cấy giác mạc năm 2006 và 2007. Ông ủng hộ tài chính cho Đảng Dân chủ Mỹ.
Những trò chơi yêu thích của ông là Super Mario 64, Doom và Star Trek. Doom là trò chơi thuyết phục ông rằng ngành công nghiệp trò chơi điện tử sẽ là tương lai của giải trí, trong khi Super Mario 64 giúp ông hiểu trò chơi điện tử cũng là một ngành nghệ thuật. Ông cũng là khán giả hâm mộ chương trình hoạt hình My Little Pony: Friendship is Magic.
Newell từng nói mình luôn cố gắng để xây dựng nên một hình ảnh công chúng: "Họ ôm tôi mỗi khi họ tới gặp tôi. Tôi không ôm ai cả, nhưng đó là điều họ muốn. Có một lần tôi đi cùng những đứa trẻ của mình trước công chúng, và chúng tỏ vẻ rất thích thú. Nhưng tôi thì không. "Cha, hãy cố xem" Tới bây giờ, tôi vẫn luôn học điều đó từ khách hàng của mình." Trong cộng đồng game, ông có biệt danh Gaben, lấy theo địa chỉ mail mà ông dùng.